# Poul Gregaard
Poul Gregaard, född Gregersen 14 maj 1885 i Köpenhamn, död 8 april 1950, var en dansk skådespelare, regissör,  manusförfattare och teaterdirektör.

## Biografi
Poul Haakon Gregaard var adoptivson till postbudet Hans Peter Gregersen och Johanne Marie Høffner. Gregaard utbildades till skådespelare vid Jens Walthers teatersällskap och debuterade 1905 hos Albert Helsengreen som länsmannen i Elverhøj. År 1905 engagerades han vid Odense teater där han debuterade i rollen som Leopold i Min egen dreng. Från 1910 var han som skådespelare och regissör vid Folketeatret för att därefter vara direktör för en turnéteater. År 1915 blev han direktör för Odense friluftsteater, 1921–1927 för Odense teater och 1927–1935 för Folketeatret, fram till 1928 tillsammans med Viggo Friderichsen. Från 1920 drev han Nykøbing Falsters sommerteater.
Vid sidan av teatern verkade han som filmskådespelare och manusförfattare. Han debuterade som skådespelare 1908 och medverkade i sammanlagt sju filmer 1908–1909. År 1917 skrev han manus till filmerna Hjertetyven och Dydsdragonen. År 1913 regisserade han filmen Det store derbyløb.
Gregaard var gift två gånger. Första gången med Helga Betty Maria Nielsen och andra gången från 1924 med skådespelaren Eva Heramb. Han var far till teaterdirektören Peer Gregaard (1913–1998) och balettdansaren Mette Gregaard. Poul Gregaard ligger begravd Vestre Kirkegård i Köpenhamn.

## Filmografi

### Skådespelare
- 1908 – Othello
- 1908 – Naar møbler flyttes
- 1908 – Den falske generaldirektør
- 1908 – Skilt og atter forenet
- 1908 – Hestetyven
- 1908 – En synderinde
- 1909 – Wilhelm Tell

## Manusförfattare
- 1917 – Hjertetyven
- 1917 – Dydsdragonen

### Regissör
- 1913 – Det store derbyløb